# 紅伶歌女

香港歌舞片《紅伶歌女》在新加坡公映的廣告

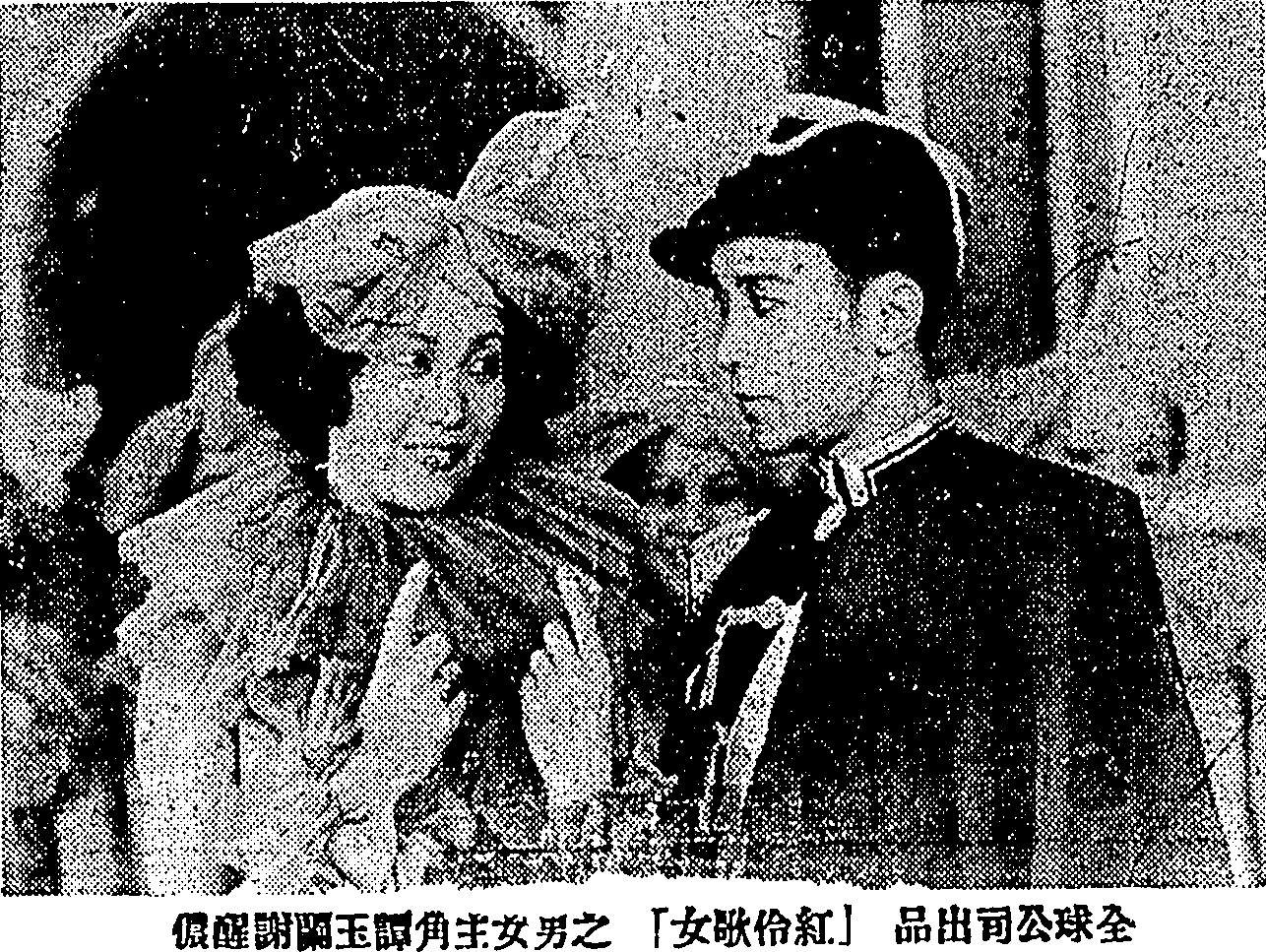
1935年香港粵語片《紅伶歌女》，謝醒儂（右）給觀眾鮮有的英俊王子造形，與艷旦譚玉蘭大跳西洋舞

《紅伶歌女》是香港「全球影片公司」在1935年2月耗時一個月在香港拍竣的香港第一齣歌舞片，拍攝期間，當時的廣州粵劇乾班男花旦謝醒儂 及艷旦譚玉蘭特別來香港島之香港仔暫住。這是一部黑白粵語片，採用上海法租界，蒲石路（Rue Bourgeat）之「電通公司」的三友式錄音機收音。1935年3月4日（星期一）中午12時在香港島中環皇后大道30號之娛樂戲院試影。

## 演員
- 謝醒儂（飾演馮劍如）
- 譚玉蘭（飾演陳雪香）
- 羅文煥（飾演張明達）
- 楚賓
- 潘影芬
- 何大傻
- 馬金娘（飾演劍如妹）
- 譚少鳳（飾演劍如母）
- 謝攀天
- 黃壽年

## 電影插曲
1. 〈嘆命歌〉：譚玉蘭、譚少鳳、馬金娘演唱；
2. 〈擦鞋曲〉：謝醒儂、楚賓演唱；
3. 〈古今一美人〉：謝醒儂、楚賓演唱；
4. 〈鬧婚曲〉

- 第一段：謝醒儂獨唱；
- 第二段：潘影芬、譚玉蘭 演唱；
- 第三段：謝醒儂、何大傻、楚賓、謝攀天；
- 第四段：大合唱。

## 電影本事
社會經濟恐慌，影響於舞臺的紅伶馮劍如（謝醒儂飾演）失業，為了養活病母（譚少鳳飾演）及弱妹（馬金娘飾演），被迫在街頭擦鞋糊口。可惜僧多粥少，馮劍如以他的美妙歌聲招來生意，引起劇團班主賞識，提拔馮劍如與名歌女陳雪香（譚玉蘭飾演）合演新編歌舞劇《鬧婚》。期時，紈絝二世祖張明達（羅文煥飾演）正熱烈追求陳雪香，眼見馮劍如與陳雪香在排演過情裡的親密，妒火中燒臭罵馮劍如，返而惹惱陳雪香，把名貴禮物全退還給他。張明達心有不甘買兇投彈要殺死兩人，幸而擲彈未中，劇團因此而更有聲望，班主跟他們訂立長期合約聘用。最後，警察把兇手抓獲。影片末段的戲中戲《鬧婚》是新派美國百老匯式歌舞劇，來自廣州及香港的十多位舞女扮成宮娥，全體著西式服裝，戴蝴蝶頭盔。平時觀眾在舞臺上看到的謝醒儂都是反串女妝秀，婀娜多姿的發浪少女造型，此段的謝醒儂卻扮成西式英俊白馬王子，觀眾亦為之眼前一亮。

## 外部連結
- 香港電影資料館：歌舞片《紅伶歌女》(1935年)的記錄[永久]
- YouTube上的粵語歌舞片《紅伶歌女》電影本事（1935年）
- 香港影庫上《紅伶歌女》的資料（繁體中文）
- 豆瓣电影上《紅伶歌女》的資料 （简体中文）
- 互联网电影数据库（IMDb）上《紅伶歌女》的资料（英文）